# بوليمر نانوي
بوليمر نانوي اشتقت الكلمة نانو من المفردة الأغريقية دوارف بمعنى قزم أو صغير. فهي بادئة يتم إضافتها لوحدات 9-10. ففي شبكة النانو على سبيل المثال، يصبح علم النانو هو علم دراسة الأجسام متناهية الصغر. مما يجعل علوم النانو مهتمة بدراسة الخصائص الفريدة للمادة في مستواها النانوي وتقوم بنشرها وكشف النقاب عن خفاياها بهدف إنتاج هياكلٍ جديدةٍ، أو أدواتٍ، بل وأنظمةٍ يتم الاستفادة منها جميعاً في كثير من التطبيقات والاستخدامات المختلفة. كما أن الجسيمات التي يقل حجمها عن 100 نانومتراً يُطلق عليها اسم جسيمات نانوية. وتتسم بأن لها خصائصاً مختلفةً بصورةٍ واضحةٍ نتيجة حجمها متناهي الصغر ومن ثم تصبح مفيدةً في مجال العديد من التطبيقات المتنوعة. فالقدرة على قياس وإدارة المادة على المستوى النانوي والتحكم بها تساعد على إنتاج جيلٍ جديدٍ من المواد ذات خصائصٍ ميكانيكيةٍ، بصريةٍ، نقليةٍ وكذلك مغناطيسيةٍ مدعمةٍ.

## بوليمرات نانوية
وهنا نلاحظ أن مركبات البوليمر النانوية (بالإنجليزية:  Polymer nanocomposites)‏ هي  مبلمرات أو كوبوليمرات تم تشتيتها وتجزئتها إلى جسيماتها النانوية. وقد يكون لها شكلٌ مختلفٌ (مثال ذلك على شكل صفائحٍ مسطحةٍ، أليافٍ، أو حتى كروية الشكل)، إلا أنه يجب أن يكون هناك على الأقل بعدٌ واحدٌ لها يتراوح مداه من 1 إلى 50 نانومتراً. وتنتمي مركبات البوليمر النانوية تلك إلى تصنيف الأنظمة متعددة المراحل (MPS، viz. المزيج أو الخليط، المركبات، والرغوات) والتي تشكل تقريباً نحو 95% من إنتاج البلاستيك. حيث تتطلب مثل تلك الأنظمة عملية خلط/تركيب محكومة، تثبيت أو استقرار للتشتت الناتج، تأصيل للمرحلة المشتتة، بالإضافة إلى أن استراتيجيات تركيب كل الأنظمة متعددة المراحل، والتي منها مركبات البوليمر النانوية، متشابهة مع بعضها الآخر.
كما أن التحول من الجسيمات الدقيقة إلى النانوية يسفر عن حدوث تغيرٍ في خصائصها الفيزيائية والكيميائية على السواء. ولعل إثنين من تلك العوامل الرئيسية يتمثلان في زيادة نسبة مساحة السطح إلى الكمية، وكذلك حجم الجسيم. وهنا تؤدي زيادة نسبة مساحة السطح إلى الكمية، والتي تتزايد كلما صغرت الجسيمات أكثر وأكثر، إلى زيادة في سيطرة أو هيمنة سلوك الذرات على مساحة سطح الجسيم أكثر من تلك المتواجدة داخل الجسيم. مما يؤثر على خصائص الجسيمات عندما تتفاعل مع الجسيمات الأخرى. وبسبب مساحة سطح الجسيمات النانوية العالية، فإن التفاعل مع الجسيمات الأخرى ضمن الخليط يكون أعلى وكذلك هذا يزيد من الصلابة أو القوة، مقاومة الحرارة، كما أن العديد من العوامل الأخرى تتغير للخليط كذلك.
ومن أمثلة البوليمرات النانوية كريات السيليكون النانوية (بالإنجليزية:  silicon nanospheres)‏ والتي تظهر خصائصاً مختلفةً تماماً؛ حيث أن حجمها يتراوح من 40- 100 نانومتراً وأنها تكون أكثر صلادةٍ من السيليكون، فصلادتها تكون متوسطةً بين صلادة الياقوت والألماس.

## ألياف البوليمر النانوية المهجنة حيوياً
تتطلب العديد من التطبيقات الفنية لكثيرٍ من العناصر الحيوية كالبروتينات، الفيروسات، أو البكتريا، والتي منها تطبيقات الاستشراب، تقانة المعلومات البصرية، المستشعرات، التحفيز وتوصيل الدواء، عدم حركة أو شلل تلك الحيويات. وهنا يمكن استخدام الأنابيب النانوية الكربونية، الجسيمات الذهبية والبوليمرات المصطنعة لمثل تلك الأغراض. وهنا نلاحظ أن عملية الشلل تلك يمكن تحقيقها في الأغلب من خلال الامتزاز أو الرابطة الكيميائية أو إلى حدٍ أقل من خلال دمج هذه العناصر كضيوفٍ في المصفوفات المضيفة. كما نلاحظ أنه وفي حالة أنظمة الضيف والمضيف، يجب تأسيس طريقةٍ مثاليةٍ لشلل العناصر الحيوية وكذلك دمجهم ضمن بنيةٍ متسلسلةٍ بناءً على مقياسٍ نانويٍ لتسهيل تفاعلات العناصر النانوية الحيوية ضمن بيئتهم الخاصة. هذا وبسبب الأعداد الكبيرة للبوليمرات الاصطناعية أو الطبيعية المتوفرة والأساليب المتقدمة والمطورة لمعالجة مثل تلك الأنظمة للألياف النانوية، القضبان أو الأنابيب إلخ، فإن ذلك يجعل البوليمرات قاعدةً جيدةً لشلل العناصر الحيوية المختلفة.

### الألياف النانوية المهجنة حيوياً بالغزل الكهربائي
يتم إنتاج ألياف البوليمر، في العموم، على الصعيد الفني من خلال عملية البثق، ومثال ذلك  يتم ضخ البوليمر المذاب أو محلول البوليمر عبر مخمداتٍ اسطوانيةٍ (بالإنجليزية:  cylindrical die)‏ ويتم نسجها أو سحبها بواسطة جهاز سحبٍ بعد ذلك. وهنا نلاحظ أن الألياف الناتجة تكون أقطارها تقريباً 10- µm أو أعلى من ذلك. ولتخفيض القطر ليتراوح حول مدى بضع مئاتٍ من النانومترات أو حتى أقل من ذلك إلى نانومتراتٍ قليلةٍ فقط، فما زال الغزل الكهربائي هو أسلوب معالجة البوليمرات الرائد والمتاح حتى يومنا هذا. وهنا يتم تمرير مجال كهربائي بترتيب 103 V لكل سم لنقيطات محلول البوليمر المنبثقة من المخمد الاسطواني. كما أن الشحنات الكهربائية، والتي يتم تجميعها على سطح النقيطة، تسبب تشوه النقيطة على طول إتجاه المجال، وذلك حتى على الرغم من المواجهة العسكية للتوتر السطحي ضد نمو النقيطة. وفي المجالات الكهربائية فوق الحرجة، تغلب قوة التيار على التوتر السطحي وتنبع منفث السائل من رأس القطيرة. ويتسارع تدفق المنفث صوب القطب الكهربائي المضاد. وخلال مرحلة النقل تلك، تخضع منفث السائل إلى حركات ربطٍ دائريةٍ قويةٍ يتم دفعها كهربائياً والتي تسبب استطالةٍ قويةٍ وترقيقٍ للمنفث، وكذلك تبخر المذيب حتى، وفي النهاية، يتم ترسب الألياف النانوية الصلبة على القطب المعاكس.

### ألياف البوليمر النانوية بالترطيب
تنتج تقنيات الغزل الكهربائي، الغزل الكهربائي المعاون وكذلك طرق القوالب القائمة على الألياف النانوية عناصراً نانويةً طويلةً بصورةٍ حتميةٍ. وهنا نلاحظ أن ذلك الطول يعتبر ميزةً في نطاقٍ واسعٍ من التطبيقات والتي منها عملية التحفيز، هندسة الأنسجة وتعديلات سطح الأنسجة المزدرعة. إلا أن بعض التطبيقات الأخرى والتي منها العلاج بالاستنشاق أو توصيل الدواء النظامي، فإن الأطوال المحددة بصورةٍ دقيقةٍ تكون مطلوبة.
\ومن المقرر أن يتم وصف طريقة القوالب فيما يلي، وهي تتمتع بميزة أنها تسمح بتجهيز الأنابيب النانوية وقضبان النانو بدقةٍ عاليةٍ جداً. حيث تُبنى تلك الطريقة على استخدام قوالب مسامية محددة بصورةٍ جيدةٍ، ومنها مثلاً الألومنيوم أو السيليكون المسامي. وتكمن الفكرة الرئيسية لهذه الطريقة في الاستفادة من عمليات الترطيب. حيث يتم تفاعل وتواصل البوليمر المذاب أو المحلول مع الميام الواقعة في المواد المتسمة بالطاقة السطحية العالية والتي منها مثلاً الألومنيوم أو السيليكون. حيث يتم عملية ترطيبٍ وتغطية حوائط المسام بغشاءٍ رقيقٍ ذي سماكةٍ تُقَدَرُ بعشراتٍ قليلةٍ ممن النانومترات. ولنا أن نلاحظ أن الجاذبية لا تلعب دورٍ ما، وذلك واضح من خلال حقيقة أن الترطيب يحدث مستقلاً لتوجه المسام النسبي لإتجاه الجاذبية. مع ملاحظة أن العملية بالضبط ما زالت غير مفهومةٍ نظرياً بالتفصيل، إلا أنه معروف من التجارب أن نظم الكتل المولية المنخفضة تميل إلى أن تملأ المسام بصورةٍ تامةٍ، في حين تغطي البوليمرات كافية الطول السلسلي الجدران فقط. وغالباً ما تحدث تلك العملية في غضون دقيقةٍ لدرجات حرارة نحو 50 K فوق درجة حرارة الانصهار أو درجة حرارة تحول الزجاج، حتى للبوليمرات عالية اللزوجة، والتي منها على سبيل المثال، عديد رابع فلور الإثيلين (بالإنجليزية:  polytetrafluoroethylene)‏، وينطبق هذا حتى في حالة المسام ذات نسبة ضخامة قد تصل إلى 10.000. في حين تأخذ عملية التعبئة الكاملة، على الجانب الآخر، أياماً. وللحصول على الأنابيب النانوية، يتم تبريد نظام البوليمر/ القالب إلى درجة حرارة الغرفة أو تبخر المحلول، مخلفاً وراءه مساماً مغطاة بطبقاتٍ صلبةٍ. وهنا يمكن إزالة الأنابيب الناتجة بواسطة استخدام القوى الميكانيكية للأنابيب التي يصل طولها إلى 10 µm، ومثال ذلك بمجرد سحبها من المسام أو حل القالب انتقائياً. وهنا يمكن التحكم في وضبط قطر الأنابيب النانوية، توزيع القطر، التجانس على طول الأنابيب والأطوال كذلك.

### التطبيقات
من المتوقع بدرجةٍ كبيرةٍ لألياف النانو المنتجة بالإضافة إلى ألياف النانو المجوفة، ألياف النانو محورية القشرة، قضبان النانو وأنابيب النانو أن يكون لها مجالاً واسعاً من التطبيقات والتي منها التحفيز المتجانس وغير المتجانس، الحساسات، تطبيقات الفلترة وكذلك الإلكترونيات البصرية. إلا أننا هنا سنضع في الاعتبار مجموعةٍ محدوةٍ من التطبيقات المرتبطة بعلوم الحياة.

#### هندسة النسيج
يهتم هذا بصورةٍ أساسيةٍ بعملية إحلال الأنسجة والتي دمرها وأتلفها المرض والحوادث أو حتى الوسائل الصناعية. ومن أمثلة تلك الأنسجة الجلد، العظام، الغضاريف، الأوعية الدموية، بل حتى قد يصل الأمر إلى الأعضاء. ويتضمن هذا الأسلوب توفير سقالةٍ يتم إضافة الخلايا عليها والسقالة يجب أن توفر ظروفاً مناسبةً لنمو الأنسجة المثيلة بالتالفة. وقد وجدت الألياف النانوية لتوفير ظروفاً جيدةً لنمو مثل تلك الخلايا، وأحد تلك الأسباب يتمثل في أن الهياكل الليفية يمكن العثور عليها على العديد من الأنسجة التي تسمح للخلايا بالاتصال بقوةٍ بالألياف وتنمو على طولها كما تم توضيحه.

#### التوصيل من أنابيب النانو الصغيرة المستقلة
كما تُستخدم أنابيب النانو لتوصيل الأدوية في العلاج بصورةٍ عامةٍ وفي علاج الأورام السرطانية على الأخص. فدورها يتمثل في حماية الأدوية من التدمير في تيار الدم، ضبط التوصيل بحركيات إطلاقٍ محددةٍ جداً، وفي الحالات المثالية، لتوفير خصائص استهداف المتجه أو آلية الإطلاق بواسطة مثير خارجي أو داخلي.
فحاملات النانو قضبية أو أنبوبية الشكل بدلاً من كونها كروية الشكل قد توفر مزايا إضافية في ضوء أنظمة توصيل الدواء. فجسيمات حامل الدواء تلك تتمتع بالاختيار الإضافي للنسبة المحورية (بالإنجليزية:  axial ratio)‏، التقوس والإعوجاج، التناوب الهيدروماتيكي "الاجتياحي"، كما أنها يمكن تعديلها كيميائياً على السطح الداخلي، الخارجي وفي النهايات الطرفية بصورةٍ انتقائيةٍ. فالأنابيب النانوية المجهزة ببوليمر استجابي متصلة بالأنبوب المفتوح تسمح بضبط الوصول إلى والإطلاق من الأنبوب. هذا علاوةً على أن الأنابيب النانوية يمكن أن تكون مجهزة للظهور تدريجياً في مركباتها الكيميائية على طول الأنبوب.
وقد تم تجهيز أنظمة إطلاق الدواء الصغيرة المستقلة بناءً على استخدام أنابيب النانو أو الألياف النانوية. وقد تم تجهيز أنابيب النانو والألياف النانوية والتي احتوت على الألبومين الفلوري مع مجموعة أيزو ثيو سيانات فلوريسين الكلب (بالإنجليزية:  dog-fluorescein isothiocyanate)‏ كنموذجٍ للعلاج، بالإضافة إلى جسيمات نانوية فائقة البارامغناطيسية والمكونة من أكسيد الحديد أو فريت النيكل (بالإنجليزية:  nickel ferrite)‏. ونلاحظ هنا أ، ه مسموح بتواجد جسيمات الحديد النانوية، وأولاً، كعملية إرشاد الأنابيب النانوية للمواقع المحددة في الجسم بواسطة المجالات المغناطيسية الخارجية. ومعروف عن الجسيمات فائقة البارامغناطيسية (المغناطيسية المسايرة) أنها تُظهر تفاعلاتٍ قويةٍ مع المجالات مغناطيسية الخارجية المؤدية إلى مغناطيسية تشبع ضخمة. هذا بالإضافة إلى أنه وبواسطة استخدام المجالات المغناطيسية المتنوعة دورياً، فقد تم تسخين الجسيمات النانوية لتوفير الزناد لإطلاق الدواء. وقد تأسس وجود نموذج الدواء بواسطة مطيافية الفلويسنت وأنه يُستخدم كذلك في تحليل الدواء النموذجي الذي أطلقته الأنابيب النانوية.

#### جمود (شلل) البروتينات
يمكن استخدام  ألياف القشرة المحورية الخاصة بالجسيمات النانوية مع المحاور المائعة والقشرة الصلبة لاحتجاز العناصر البيولوجية والتي منها البروتينات، الفيروسات أو البكتريا في ظروفٍ لا تجعلها تؤثر على أداء وظيفتها. حيث يمكن استخدام هذا التأثير وسط مجموعةٍ أخرى لتطبيقات المستشعرات الحيوية. وعلى سبيل المثال، بروتين الفلوسينت الأخضر (بالإنجليزية:  Green Fluorescent Protein)‏ يتم تجميده في الألياف نانوية التركيب ذات المساحات السطحية الضخمة والمسافة القصيرة للأناليت (بالإنجليزية:  analyte)‏ ليقترب من بروتين المستشعر.
أما فيما يتعلق باستخدام مثل تلك الألياف من أجل تطبيقات المستشعرات، فقد وُجِدَ أن فلورية الألياف محورية القشرة تتحلل بسرعةٍ بسبب أن الألياف يتم غمسها أو غمرها في محلولٍ يحتوي على اليوريا: تتخلل اليوريا عبر الجدار إلى داخل المحور حيث تتسبب في تمسخ البلورات الفلورية الخضراء (GFP). وهنا تكشف تلك التجربة البسيطة أن الألياف محورية القشرة تعتبر عناصراً واعدةً لتجهيز المستشعرات الحيوية بناءً على عناصرها البيولوجية.
توفر ألياف البوليمر النانوية، الألياف محورية القشرة، قضبان النانو والأنابيب النانوية رصيفاً لقطاعٍ عريضٍ من التطبيقات سواءً في علوم المادة بالإضافة إلى علوم الحياة كذلك. كما يمكن أن تندمج العناصر البيولوجية الخاصة بالعناصر الاصطناعية والتركيبية المختلفة، الحاملة لوظائفٍ خاصةٍ، ضمن أنظمة البوليمر النانوية تلك في حين تحافظ على وظائفها الخاصة كما هي بدون مساسٍ كذلك. وتعتبر كلٌ من المستشعرات الحيوية، هندسة النسيج، توصيل الدواء، والتحفيز الإنزيمي بعضاً من ذلك الكم الهائل من التطبيقات. وهنا لا يجب أن يفرض دمج كلٍ من الفيروسات والبكتريا على طول الطريق حتى تصل إلى الكائن الحي أي مشكلةٍ على الإطلاق، كما أن التطبيقات الناجمة من مل تلك الأنظمة التهجينية يجب أن تكون مذهلة وتلاقي الإعجاب.

## تأثيرات الحجم والضغط على بوليمرات النانو
تنخفض درجات حرارة التحول الزجاجي للطبقات القائمة بذاتها أو المدعومة -المعتمدة على الحجم والضغط - ذات تفاعلات  الركائز  المنخفضة، مع تقلص كلٍ من الضغط والحجم. على الرغم من ذلك، فإن درجة حرارة التحول الزجاجي  للطبقات المدعومة ذات التفاعل القوي مع الركائز تُزيد من الضغط وتُقَلِّصُ من الحجم. فتستخدم بعض النماذج كالنموذج ثنائي الطبقة، النموذج ثلاثي الطبقة، Tg (D, 0) ∝ 1/D وبعض النماذج الأخرى المتعلقة بالحرارة النوعية، الكثافة والتمدد الحراري للحصول على نتائجٍ تجريبيةٍ على بوليمرات النانو وحتى للحصول على بعض الملاحظات مثل تجميد الطبقات بسبب تأثيرات الذاكرة في نماذج المروزنة اللزوجية لإيغين الخاصة بالطبقات، بالإضافة إلى التأثيرات المحدد لجزيئات الزجاج الصغيرة كذلك. ولوصف وظيفة Tg (D, 0) للبوليمرات بصورةٍ أكثر عموميةٍ، تم تقديم مثالٍ حديثٍ موحدٍ ومبسطٍ وهو قائم على درجة حرارة زوبان البلورات المعتمدة على الحجم ومعيار ليندمان. 
(Tg (D, 0) / Tg (∞, 0) ∝ σg2 (∞, 0) / σg2 (D, 0
حيث تشير σg إلى جزر إزاحة مربع متوسط (بالإنجليزية:  mean-square displacement)‏ الجزيئات السطحية والداخلية للزجاج عند Tg (D, 0), α = σs2 (D, 0) / σv2 (D, 0) مع s وv المنخفضتين تشيران إلى السطح (surface) والكمية (volume) بالرتيب. وبالنسبة إلى الجسيمات النانوية، فإن D غالباً ما تحمل معنى القطر (Diameter)، وبالنسبة لأسلاك النانو، فإن D تُستخدم على أنها قطرها، ولكن بالنسبة للطبقة الرقيقة، فإن D تشير إلى سماكتها. في حين تشير D0 إلى القطر الحرج والذي تقع عنده كل جزيئات الزجاج منخفضة البعد على سطحه.

## الخاتمة
يعتبر تصنيع الأجهزة التي تستفيد من خصائص العناصر منخفضة البعد مثل الجسيمات النانوية مجالاً واعداً بسبب إمكانية تطبيق عددٍ من الخصائص الفيزيائية الكهربائية، البصرية والمغناطيسية بتغيير أحجام الجسيمات النانوية، والتي يمكن التحكم بها خلال عملية التصنيع. فمثلاً في حالة بوليمرات النانو، نستطيع استخدام خصائص الأنظمة المضطربة غير المستقرة. وهنا تم استعراض بعضاً من التطورات الحديثة في مجال بوليمرات النانو وبعضاً من تطبيقاتها. على الرغم من عدم توفر فرص استخدامٍ كافيةٍ لذلك المجال، إلا أنه تتواجد هناك العديد من القيود كذلك. فعلى سبيل المثال، لا يمكن ضبط عملية إطلاق الأدوية باستخدام ألياف النانو بصورةٍ مستقلةٍ وغالباً ما يكون الوضع عبارة عن عملية إطلاق انفجاري، بينما يكون المطلوب هو إطلاق خطي. ومن ثم فدعونا نعتبر في السمات المستقبلية في ذلك المجال ونتدبرها. 
هذا وتوجد هناك إمكانية بناء أنساقٍ مرتبةٍ من الجسيمات النانوية في مصفوفة البوليمر. كما تتوافر كذلك مجموعةٍ من الإمكانيات لتصنيع ألواح الدوائر النانوية. بل أنه تتواجد طريقةٌ جد جذابةٌ لاستخدام بوليمرات النانو في تطبيقات الشبكات المحايدة. ومن المجالات الواعدة كذلك للتطوير الإلكترونيات البصرية والحوسبة البصرية (بالإنجليزية:  optical computing)‏. فيمكن استخدام طبيعة الجسيمات النانوية المحتوية على معادنٍ عالية الإنفاذية مفردة النطاق والتي تتمتع بسلوكٍ فائقٍ للمغناطيسية المسايرة لتصنيع وسيطٍ تخزيني بصريٍ مغناطيسيٍ.